# Molen van Beringen

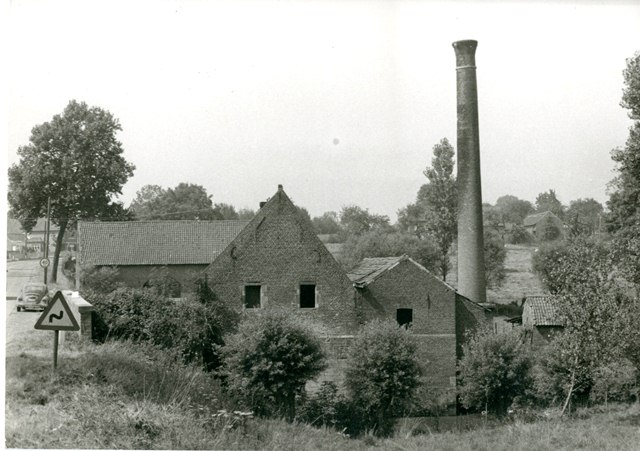
De vuurmolen en molengebouw in 1975.

De molen van Beringen was een watermolen, en later een vuurmolen gelegen op de Molenbeek in Pepingen tot 1980.

## Historiek
De molen was een watermolen van het type onderslag en werd voornamelijk aangewend voor het malen van graan. Hij werd gebouwd voor 1519. Gelegen in het gehucht Beringen, bezat hij een grote spaarvijver: de vijver van Beringen. Ca 1842 was Joannes Baptista Orinx er molenaar. Hij was de zoon van Andreas Orincxs die een windmolen oprichtte in Oudenaken.
In 1869 werd de molen omgevormd tot vuurmolen.
De site werd aanvankelijk erkend als bouwkundig erfgoed in 1986 als onderdeel van de dorpskern van Pepingen. Anno 2023 is er geen erfgoedwaarde meer aanwezig.

### Ontsluiting van de historiek van de molen
De locatie is een halte op de Molenfietsroute Pepingen. Deze wandel-/fietsroute is een onderdeel van de Molenbox, ontwikkeld door de Erfgoedcel Pajottenland Zennevallei in 2009. In 2023 werd de locatie van de voormalige molen door de gemeente Pepingen ontsloten via een QR-code.